# 深水床杜父魚
深水床杜父魚，為輻鰭魚綱鮋形目杜父魚亞目杜父魚科的其中一種，為溫帶淡水魚，分布於北美洲加拿大及美國五大湖、聖羅倫斯河流域，棲息深度可達366公尺，體長可達23公分，棲息在水深且冰冷的湖泊底層水域，以甲殼類及昆蟲為食，生活習性不明。

## 扩展阅读
維基物種上的相關：深水床杜父魚